# Representação Adjunta (álgebra de Lie)
Em matemática, o endomorfismo adjunto (ou ação adjunta} é um homomorfismo das álgebras de Lie que desempenha um papel fundamental no desenvolvimento da teoria das álgebras de Lie.
Dado um elemento {\displaystyle x} de uma álgebra de Lie {\displaystyle {\mathfrak {g}}}, define-se a ação adjunta de {\displaystyle x} em {\displaystyle {\mathfrak {g}}} como o mapa {\displaystyle \operatorname {ad} _{x}:{\mathfrak {g}}\to {\mathfrak {g}}} com
{\displaystyle \operatorname {ad} _{x}(y)=[x,y]}
para todo {\displaystyle y} em {\displaystyle {\mathfrak {g}}}.

## Representação adjunta da álgebra
O conceito gera a representação adjunta de um grupo de Lie {\displaystyle \operatorname {Ad} }. Na verdade, {\displaystyle \operatorname {ad} } é precisamente o diferencial de {\displaystyle \operatorname {Ad} } no elemento identidade do grupo.
Seja {\displaystyle {\mathfrak {g}}} uma álgebra de Lie sobre um campo de {\displaystyle k}. Então o mapa linear
{\displaystyle \operatorname {ad} :{\mathfrak {g}}\to \operatorname {End} ({\mathfrak {g}})}
dado por {\displaystyle x\mapsto \operatorname {ad} _{x}} é uma representação de uma álgebra de Lie e é chamada de representação adjunta da álgebra.
Dentro {\displaystyle \operatorname {End} ({\mathfrak {g}})}, o colchete de Lie é, por definição, dado pelo comutador de dois operadores:
{\displaystyle [\operatorname {ad} _{x},\operatorname {ad} _{y}]=\operatorname {ad} _{x}\circ \operatorname {ad} _{y}-\operatorname {ad} _{y}\circ \operatorname {ad} _{x}}
onde {\displaystyle \circ } denota a composição de mapas lineares. 
Se {\displaystyle {\mathfrak {g}}} é de dimensão finita, então {\displaystyle \operatorname {End} ({\mathfrak {g}})} é isomorfo a {\displaystyle {\mathfrak {gl}}({\mathfrak {g}})}, a álgebra de Lie do grupo linear geral sobre o espaço vetorial {\displaystyle {\mathfrak {g}}} e se uma base para ele é escolhido, a composição corresponde ao produto de matrizes.
Usando a definição acima do colchete de Lie, a identidade de Jacobi 
{\displaystyle [x,[y,z]]+[y,[z,x]]+[z,[x,y]]=0}
assume a forma 
{\displaystyle \left([\operatorname {ad} _{x},\operatorname {ad} _{y}]\right)(z)=\left(\operatorname {ad} _{[x,y]}\right)(z)}
onde {\displaystyle x}, {\displaystyle y}, e {\displaystyle z} são elementos arbitrários de {\displaystyle {\mathfrak {g}}}.

## Constantes de estrutura
Os elementos explícitos da matriz da representação adjunta são dados pelas constantes de estrutura da álgebra. Ou seja, deixe {ei} ser um conjunto de vetores de base para a álgebra, com
{\displaystyle [e^{i},e^{j}]=\sum _{k}{c^{ij}}_{k}e^{k}.}
Então os elementos da matriz para {\displaystyle {\operatorname {ad} _{e^{i}}}}
são dados por
{\displaystyle {\left[\operatorname {ad} _{e^{i}}\right]_{k}}^{j}={c^{ij}}_{k}.}
Assim, por exemplo, a representação adjunta de SU(2) é o representante de definição de SO(3).